# Soela väin
Soela väin je průliv oddělující estonské ostrovy Saaremaa a Hiiumaa a spojující západní část Průlivového moře s otevřeným Baltským mořem. Průliv se vyznačuje velkým množstvím mělčin, písčin a záludných kamenů, mezi nimiž jsou jen úzké průjezdy o hloubce 2–3 m.